# 唐马镇
唐马镇是隶属中国山东省济宁市鱼台县的一个乡镇级行政单位，辖28个行政村，3.1万人，3.2万亩耕地。

## 行政管辖
唐马镇管辖行政村包括：田庄村（刘庄、田庄、新宋寨）、宋寨村、唐马村、中甄村、大随庄村、大朱庄村、古洼村、孙阁村、王堂村、郭楼村、后付村、杨宅子村、付小楼村、左固堆村、石庄村、向阳村、安庄村、甄庄村、杨辛庄村、赵庄村、卷棚楼村、宗庄村、梁庄村、郑庄村、陈丙村、陈庄村、大王村、宋庄村。

## 著名人物
- 郭路生，著名作家，笔名食指。著有诗集《相信未来》、《食指、黑大春现代抒情诗合集》、《诗探索金库·食指卷》、《食指的诗》等。